# Минскер, Карл Самойлович
 Карл Самойлович Минскер  (14 июня 1929, Киев — 25 мая 2003, Уфа) — советский химик, академик АН РБ (1991), доктор химических наук (1967), профессор (1969), заслуженный деятель науки РСФСР (1987), БАССР (1977), изобретатель СССР (1973).

## Биография
Карл Самойлович Минскер родился 14 июня 1929 года в Киеве. В 1952 году окончил Московский институт тонкой химической технологии имени М. В. Ломоносова.
После окончания института работал младшим (1953—1959), старшим (1959—1964) научным сотрудником, заведующим лабораторией Дзержинского отраслевого научно-исследовательского, организатор и заведующий (1968—1991).
С 1991 по 2003 годы он профессор кафедры, заведующий проблемной лабораторией (1978—2003) Башкирского государственного университета (ныне Уфимский университет науки и технологий); одновременно научный руководитель лаборатории Института химии БФАН СССР (1968—1983), академик-секретарь Отделения химии АН РБ (1999—2003).

## Научная деятельность
Научные направления работы Минскера: техническая химия, химия высокомолекулярных соединений, нефтехимия.
Под руководством К Минскера были разработаны теория деструкции хлорсодержащих полимеров, множество высокоэффективных химикатов-добавок к полимерам и композиций для материалов и изделий; впервые описано явление модифицирования катализаторов Циглера-Натта электродными соединениями при полимеризации олефинов, разработана теория о механизме стереорегулирования при полимеризации олефинов и диенов на катализаторах Циглера-Натта; выявлены закономерности механизма катионной полимеризации олефинов; разработан новый раздел химической физики и теоретической технологии протекания быстрых процессов в турбулентных потоках, что позволило создать и внедрить в промышленное производство ряд энерго- и ресурсосберегающих высоко-производительных технологий на основе малогабаритных трубчатых турбулентных реакторов.
Он создал научную школу по химии и технологии полимеров. Среди его учеников 11 докторов и 54 кандидата наук.
Академик АН РБ (1991), он состоял в Отделении химии АН РБ

### Труды
Автор более 1100 научных работ, в том числе 16 монографий, 25 зарубежных патентов и более 300 авторских свидетельств и патентов РФ, в том числе:
- книга К. Минскер «Изобутилен и его полимеры». М.: Химия, 1986.
- Новые унифицированные энерго- и ресурсосберегающие высоко-производительные технологии повышенной экологической чистоты на основе трубчатых турбулентных реакторов. М.: ОАО «Нефтехим», 1996 (соавтор).
- Fast Liquid-Phase Processes in Turbulent Flows-Konin-klijke Brill No Leiden, The Netherlands.:VSP, 2004 (соавтор).
- Degradation and Stabilization of Polymers on The Base of Vinyl Chloride. Pergamon Press, 1988;
- Fast Polymerization Processes. Gordon and Breach Publ, 1995 (соавт.)

## Награды
Карл Самойлович Минскер — лауреат Премии Правительства РФ в области науки и техники (2004), Государственной премии РТ в области науки и техники (2001), премии РАН имени академика В. А. Каргина (1999) — за цикл работ «Макрокинетика быстрых химических реакций в турбулентных потоках и её применение в промышленном синтезе полимеров».
Удостоен званий «Человек года 1994—1995 гг.» (Биографический институт США), «Международный человек года 1995—1996 гг.» (Кембридж, Великобритания), многократный лауреат ВДНХ СССР и ВВЦ.
В Уфе на доме № 1 по улице Заки Валиди открылась мемориальная доска профессору Карлу Самойловичу Минскеру.

## Семья
Внучка — Марианна Минскер, ведущая на телеканалах РБК и RTVI